# Цахурский язык
Цаху́рский язы́к (самоназвание — ЦӀаӀхна миз / Ts'әxna miz) — один из малочисленных лезгинских языков нахско-дагестанской языковой семьи, язык цахуров. Распространён в Рутульском районе Дагестана (13 селений) и северном Азербайджане (Загатальский и Гахский районы). 
Численность говорящих на цахурском языке в России — 6 340 человек на 2021 год , а в Азербайджане — 11 700 человек на 2011 год.
Язык распадается на 3 диалекта: цахурско-сувагильский, гельмецко-курдульский и сапучинский (сабунджинский). Гельмецко-курдульское наречие, возможно, является отдельным языком. 
Ведётся преподавание цахурского языка в школах, издаётся учебная литература. В Дагестане на цахурском языке издаётся газета «Нур».

## Письменность
Алфавит для цахурского языка на основе латинской графики был составлен А. Н. Генко в 1934 году. Были изданы 8 учебников, однако через 4 года преподавание и издание книг на цахурском языке прекратилось. Возобновлено оно было лишь в 1989 году, но уже на новом, кириллическом алфавите. В Азербайджане с 1990-х годов используется цахурская письменность на основе латиницы, позднее она была реформирована.
Цахурский алфавит, использующийся в России:
| А а   | АӀ аӀ | Б б   | В в | Г г   | ГӀ гӀ | Гъ гъ | Гь гь | Д д   | Дж дж |
| Е е   | Ё ё   | Ж ж   | З з | И и   | Й й   | К к   | КӀ кӀ | Къ къ | Кь кь |
| Л л   | М м   | Н н   | О о | ОӀ оӀ | П п   | ПӀ пӀ | Р р   | С с   | Т т   |
| ТӀ тӀ | У у   | УӀ уӀ | Ф ф | Х х   | Хъ хъ | Хь хь | Ц ц   | ЦӀ цӀ | Ч ч   |
| ЧӀ чӀ | Ш ш   | Щ щ   | Ъ ъ | Ы ы   | ЫӀ ыӀ | Э э   | Ь ь   | Ю ю   | Я я   |

Цахурский алфавит, использующийся в Азербайджане (версия 2010-х годов):
| A a   | Ә ә   | B b   | C c   | Ç ç     | Ç' ç' | D d   | E e | F f   | G g | G' g' |
| Gh gh | Ğ ğ   | H h   | X x   | Xh xh   | I ı   | I' ı' | İ i | J j   | K k | K' k' |
| Q q   | Q' q' | L l   | M m   | N n     | O o   | Ö ö   | P p | P' p' | R r | S s   |
| Ş ş   | T t   | T' t' | Ts ts | Ts' ts' | U u   | Ü ü   | V v | Y y   | Z z | '     |